# Bájdú ilhán
Bájdú kán, (1256 körül – Tebriz, 1295. október 4.), perzsául és arabul Bájdú hán (بايدو خان  – Bāydū ẖān), modern perzsa ejtéssel Bájdu hán, perzsa ilhán (mongolul: Персийн Ил Хан), mongol kán, Dzsingisz kán ükunokája, Gajhátú unokatestvére, az Irán központú Ilhánida Birodalom hatodik uralkodója volt.

## Élete
Az Argún kánt meggyilkoló, majd fivérét, Gajhátút trónra tevő, végül vele is leszámoló Tagacsar parancsnok tette trónra Bájdút. A keresztények iránt elődeihez hasonlóan barátságosan viszonyuló Bájdú környezete nyomására kénytelen volt muszlimnak tettetnie magát, és minden tekintetben az őt trónra tevő előkelőségek irányították. Ilyen körülmények között lázadt fel Argún fia, Gázán kán ellene a korábban már lázadásaival Argúnnak gondokat okozó Naurúz támogatásával. A kán azerbajdzsáni központjából, Tebrizből Grúzia felé próbált menekülni, ám Nahicseván környékén elkapták, és alig öt hónapnyi uralkodást követően kivégezték. Egy Músza nevű, Ali fiától származó unokája 1336–1337-ben még báburalkodóként szerepelt a kibontakozó káoszban.